# Rhamphomyia fortis
Rhamphomyia fortis är en tvåvingeart som beskrevs av Bartak 2002. Rhamphomyia fortis ingår i släktet Rhamphomyia och familjen dansflugor.
Artens utbredningsområde är Washington. Inga underarter finns listade i Catalogue of Life.